# Ponti sul Mincio
Ponti sul Mincio (lombardul: Pónti) település Olaszországban, Lombardia régióban, Mantova megyében. Lakosainak száma 2295 fő (2023. január 1.). Ponti sul Mincio Monzambano, Peschiera del Garda, Pozzolengo és Valeggio sul Mincio községekkel határos.

## Népesség
A település lakossága az elmúlt években az alábbi módon változott:
| Lakosok száma | 2383 | 2417 | 2295 |
|               | 2017 | 2018 | 2023 |